# Assassinato de George Floyd

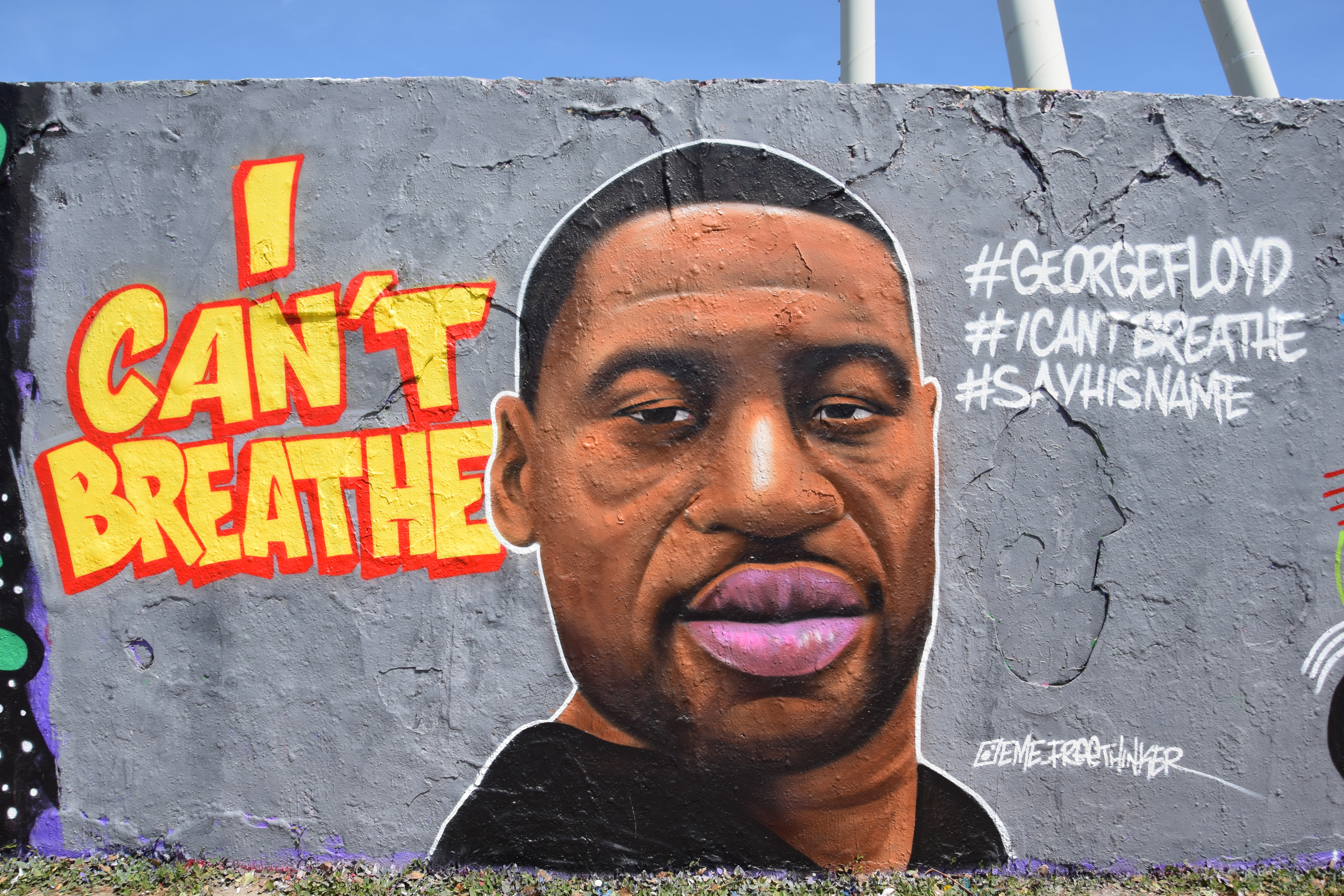
Um grafite com a imagem de Floyd escrito "I can't breathe", frase que virou símbolo em protestos

O assassinato de George Floyd aconteceu em 25 de maio de 2020, depois que Derek Chauvin, então policial da cidade de Minneapolis, ajoelhou-se no pescoço dele durante oito minutos e quarenta e seis segundos, enquanto estava deitado de bruços na estrada. Os policiais Thomas Lane e J. Alexander Kueng também ajudaram a conter Floyd, enquanto o policial Tou Thao estava perto e observava. O assassinato ocorreu durante a prisão de Floyd em Powderhorn, Minneapolis, Minnesota, e foi gravado em vídeo nos celulares por vários espectadores. As gravações em vídeo, mostrando Floyd dizendo repetidamente: "I Can’t Breathe!" ("Não consigo respirar") foram amplamente divulgadas nas plataformas de redes sociais e transmitidas pelos meios de comunicação do mundo inteiro. Os quatro policiais envolvidos foram demitidos no dia seguinte.
Na versão dos policiais, Floyd ficou sob custódia por supostamente tentar trocar uma nota falsa de 20 dólares em uma loja. Ele não ofereceu resistência, conforme as imagens. O ex-oficial Derek Chauvin respondia, até o momento da abordagem de Floyd, a 18 queixas e denúncias, envolvido em três tiroteios, um deles fatal, enquanto o ex-oficial Tou Chao, que junto a Chauvin tentava colocar Floyd na viatura, já contabilizava seis queixas e uma ação judicial por brutalidade. O Federal Bureau of Investigation (FBI) está conduzindo uma investigação federal dos direitos civis sobre o incidente, a pedido do Departamento de Polícia de Minneapolis, ao passo que o Departamento de Apreensão Criminal de Minnesota (BCA) está investigando se houve possíveis violações dos estatutos de Minnesota.
O assassinato de George Floyd gerou revolta social e uma onda de protestos antirracistas e contra a violência policial, primeiro em Minneapolis, depois por diversos outros estados e cidades do país e pelo mundo. As manifestações e protestos foram inicialmente pacíficos, mas depois se dividiram, janelas de uma delegacia de polícia foram quebradas, uma loja da AutoZone foi incendiada e outras lojas foram saqueadas e danificadas nas áreas circundantes, por outro lado: Vários vídeos de violência policial surgiram durante os protestos pela morte do americano negro George Floyd. As autoridades reagiram através da utilização de gás lacrimogêneo e disparando balas de borracha contra a multidão. Em oito dias de protestos seguidos contra o racismo e a violência policial, mais de 9 000 manifestantes foram presos, centenas ficaram feridos e alguns mortos só nos Estados Unidos.
A morte de Floyd foi comparada à morte de Eric Garner em 2014, um homem negro desarmado que repetiu "Não consigo respirar" enquanto estava sendo sufocado pelos policiais e também como continuação às lutas dos movimentos negros e civis nos Estados Unidos liderados por Martin Luther King Jr. e Malcolm X durante as décadas de 1950 e 1960.
Em junho de 2021, o policial Derek Chauvin acabou sendo condenado a 22 anos de cadeia pelo assassinato de George Floyd.

## Pessoas envolvidas

### George Floyd
George Floyd foi um homem afro-americano de 46 anos, pai, natural de Houston, Texas, onde frequentou a Yates High School como atleta poliesportivo e se formou em 1993. Era amigo íntimo do jogador de basquete Stephen Jackson, que conhecera quando era adulto no Texas. Floyd era cristão, e seus amigos e conhecidos o descreviam como uma "pessoa de paz". Ele morava em St. Louis Park, Minnesota, e trabalhou em Minneapolis como segurança de um restaurante por cinco anos. Pouco tempo antes de sua morte, havia perdido o emprego devido à ordem de permanência em casa durante a pandemia de COVID-19 no país.

### Policiais
Derek Chauvin, 44 anos, policial franco-americano, veterano de 19 anos do Departamento de Polícia de Minneapolis, e foi identificado como o oficial que prendeu Floyd no chão e ajoelhou-se em seu pescoço. Chauvin já havia participado de algumas ações em que houve confronto e uso das armas pelos policiais, nos quais pelo menos uma resultou na morte do detido. Em 2006, Wayne Reyes, suspeito de esfaquear a namorada e um amigo, teria apontado uma espingarda para os policiais. O relatório apontou que "seis policiais [entre os quais estava Chauvin] atiraram nele e o mataram". Em 2011, Chauvin era um dos cinco policiais que atenderam a um relato de tiroteio. Com a chegada dos policiais, Leroy Martinez fugiu do local e o policial Terry Nutter atirou nele. A alegação foi que Martinez apontava uma pistola enquanto fugia, versão contestada por uma testemunha.
Tou Thao, policial hmong-americano, passou pela academia de polícia em 2009 e foi contratado para um cargo de período integral em 2012. Em 2017, foi réu em uma ação judicial por uso excessivo de força, mas a situação foi resolvida fora do tribunal por 25 000 dólares. Dois outros policiais, identificados em 27 de maio como Thomas Lane e J. Alexander Kueng, não apareceram diante das câmeras, porém foram demitidos por causa do incidente.

## Eventos

### Declarações iniciais da polícia e dos paramédicos
Pouco depois das 20h00, em 25 de maio (Memorial Day), policiais do Departamento de Polícia de Minneapolis responderam a uma "falsificação em andamento" na Chicago Avenue South, no bairro de Powderhorn Park, em Minneapolis. Segundo a WCCO, a implicação é que Floyd "tentou usar documentos falsificados em uma lanchonete próxima". Segundo um co-proprietário da Cup Foods, Floyd tentou usar uma nota de 20 dólares que um funcionário identificou como falsificada. Segundo a polícia, Floyd estava em um carro próximo e "parecia estar sob a influência". Um porta-voz do departamento de polícia disse que os policiais ordenaram que ele saísse do veículo, momento em que ele "resistiu fisicamente".
Segundo a polícia de Minneapolis, os policiais "conseguiram algemar o suspeito e notaram que ele parecia estar sofrendo de problemas médicos. Os policiais pediram uma ambulância". Nenhuma arma foi usada no incidente, de acordo com um comunicado da polícia de Minneapolis.
Segundo o Departamento de Bombeiros de Minneapolis, os paramédicos afastaram Floyd do local e estavam fazendo compressões torácicas e outras medidas que salvam vidas em um "homem sem resposta e sem pulso". Floyd foi levado ao Centro Médico do Condado de Hennepin, onde foi declarado morto.

### Vídeo da prisão filmado pelo espectador
Parte da prisão foi filmada por um espectador e transmitida por streaming para o Facebook Live. Este vídeo foi viral.
Quando o vídeo começa, Floyd já está preso de bruços no chão e o policial Chauvin está ajoelhado em seu pescoço. Floyd diz repetidamente a Chauvin: "Por favor" e "Não consigo respirar", enquanto também gemia e soluçava. Um espectador diz à polícia: "Você o derrubou. Deixe-o respirar".
Depois que Floyd diz: "Estou prestes a morrer", Chauvin diz a Floyd para relaxar. A polícia pergunta a Floyd: "O que você quer?" Floyd repete: "Não consigo respirar". Floyd continua: "Por favor, o joelho no meu pescoço, não consigo respirar". Os policiais insultam Floyd para "se levantar e entrar no carro", ao qual Floyd responde: "Eu vou ... não posso me mexer". Floyd também grita: "Mamãe!" Floyd protesta: "Meu estômago dói, meu pescoço dói, tudo dói" e pediu água. A polícia não responde audivelmente a Floyd. Floyd implora: "Não me mate."
Um espectador ressalta que Floyd está sangrando pelo nariz. Outro espectador diz à polícia que Floyd "nem está resistindo à prisão no momento". A polícia diz aos espectadores que Floyd estava "conversando, ele está bem"; um espectador responde que Floyd "não está bem". O espectador protesta que a polícia estava impedindo Floyd de respirar, exortando-os a "tirá-lo do chão ... Você já poderia colocá-lo no carro. Ele não está resistindo à prisão ou a nada. Você está gostando. Olhe para você. Sua linguagem corporal.".
Floyd fica quieto e imóvel, mas Chauvin não levanta o joelho do pescoço de Floyd. Os espectadores protestam que Floyd "não respondeu" e pediram repetidamente à polícia para verificar o pulso de Floyd. Um espectador pergunta: "eles o mataram?".
Uma ambulância finalmente chega e Chauvin não remove o joelho até que os serviços de emergência médica colocam Floyd em uma maca. Floyd é carregado na ambulância e levado embora. Um espectador masculino diz que a polícia "realmente matou" Floyd. Chauvin estava ajoelhado no pescoço de Floyd por pelo menos sete minutos, incluindo cerca de quatro minutos depois que Floyd parou de se mover. A polícia é ensinada que este tipo de contenção com um indivíduo em posição de bruços é "intrinsecamente perigosa".

### Outros vídeos
Um segundo vídeo, tirado de dentro de um veículo, mostra Floyd sendo removido de seu veículo. O site Vice descreve que Floyd "não parece estar resistindo - apenas ao lado de seu carro".
Um vídeo de seis minutos de uma câmera de segurança de um restaurante próximo foi fornecido à mídia. Mostrou dois policiais removendo um homem de um veículo. O homem é algemado e levado para uma calçada, onde se sentou. Um terceiro oficial chega. Mais tarde, um policial ajuda o homem a se levantar novamente e dois policiais o levam a um veículo da polícia, onde o homem caiu no chão. Enquanto a polícia inicialmente alegou que Floyd havia resistido à prisão, este vídeo de vigilância "mostra policiais detendo-o com calma", segundo a CBS News.
Outro vídeo mostrou que "três policiais prenderam Floyd no chão, enquanto outro estava sobre ele", relatou o CBS Evening News. A polícia do parque de Minneapolis divulgou imagens da câmera corporal da prisão, afirmando que seus policiais não estavam diretamente envolvidos.

## Resultado

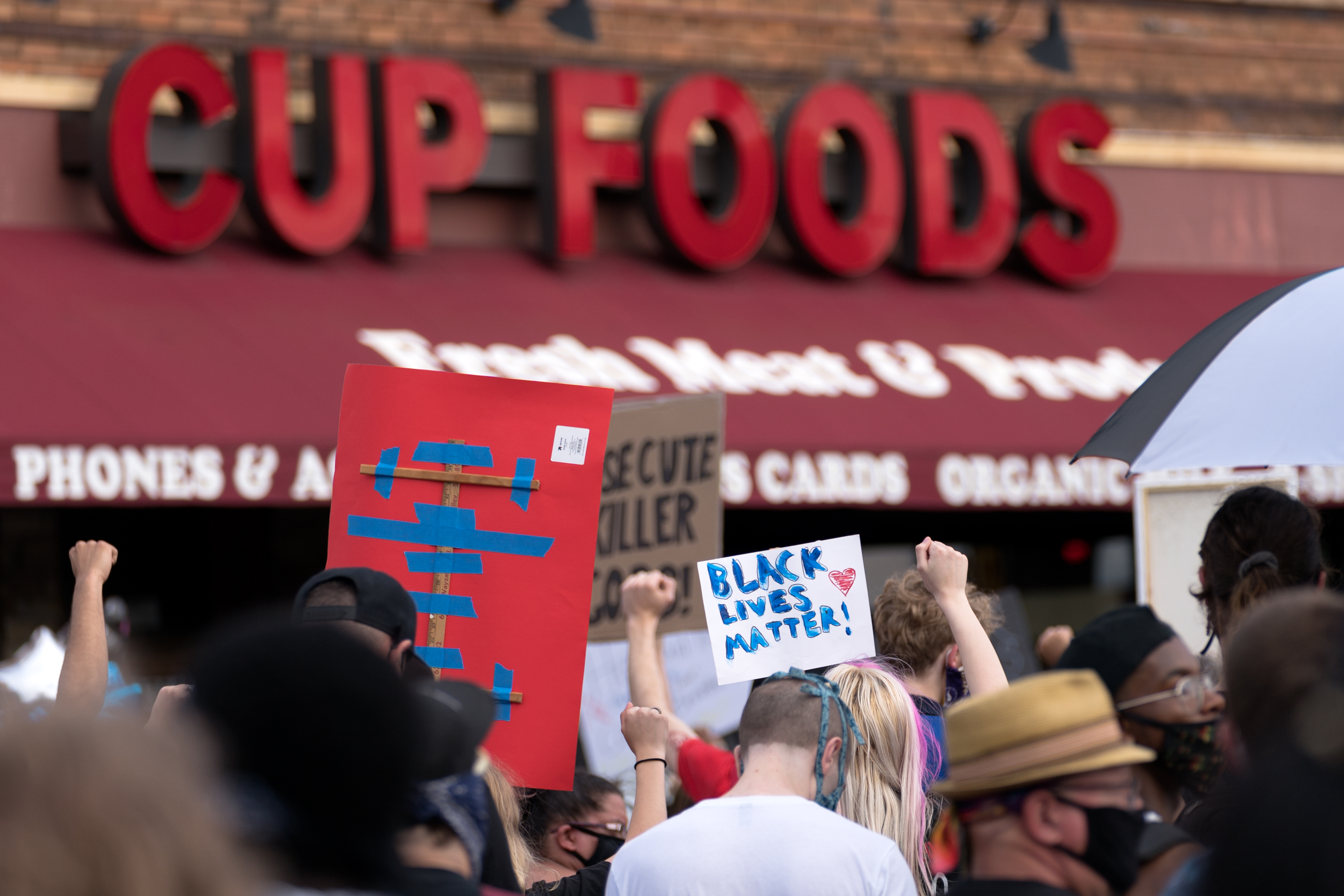
Os manifestantes se reúnem no local em 26 de maio, um dia após a morte de Floyd

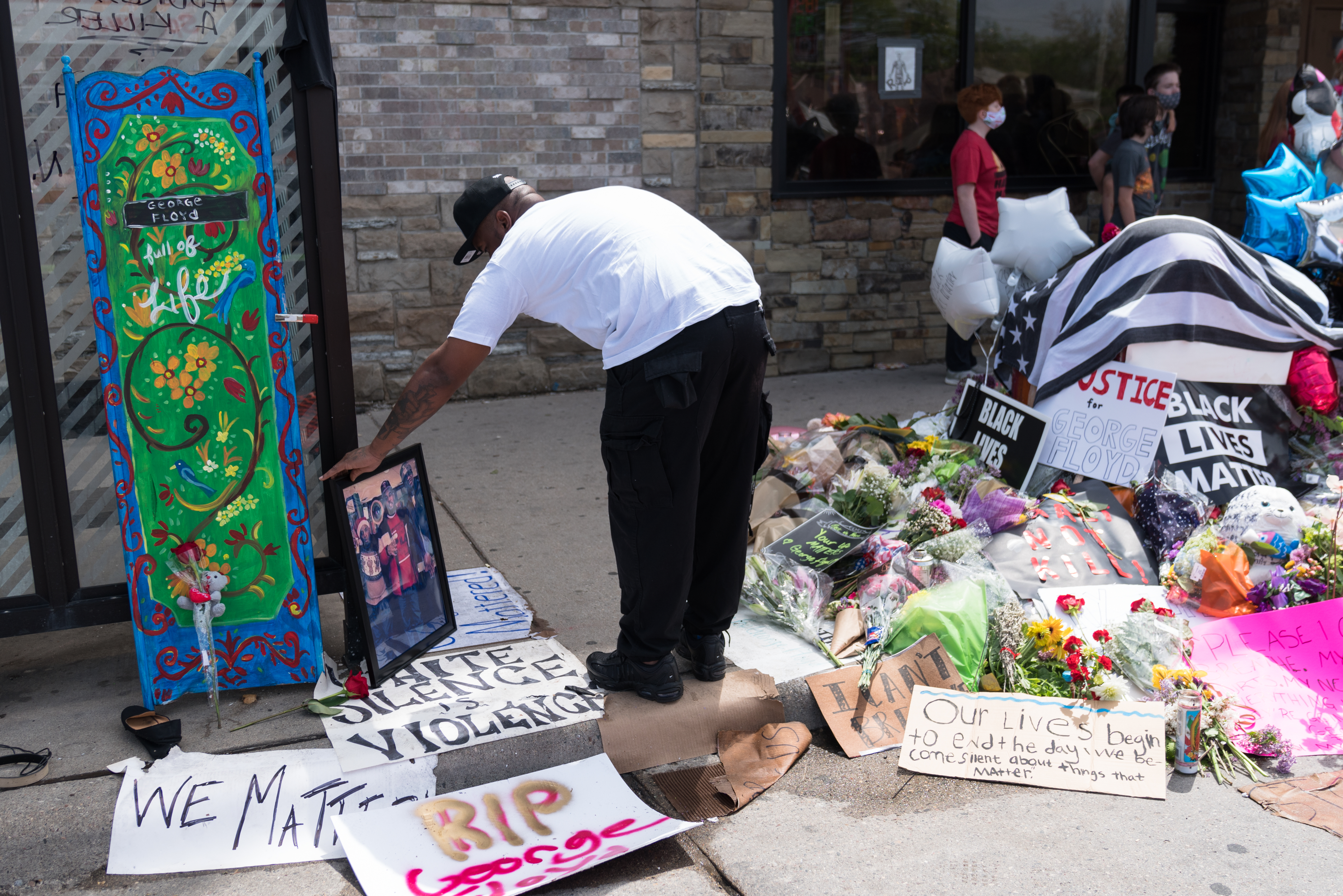
Um memorial improvisado perto do ponto de ônibus onde ocorreu o incidente, fotografado em 27 de maio

Em 26 de maio, a chefe da polícia de Minneapolis, Medaria Arradondo, anunciou que os policiais foram postos em licença. Mais tarde, os quatro oficiais que responderam à chamada foram demitidos.
Naquele dia, o Federal Bureau of Investigation (FBI) anunciou que estava analisando o incidente. As imagens das câmeras corporais dos policiais foram entregues ao Departamento de Apreensão Criminal de Minnesota. O advogado de direitos civis Benjamin Crump está representando a família de Floyd.
Em 27 de maio, informações sobre Chauvin começaram a circular nas redes sociais, com reivindicações particularmente importantes de que Chauvin era o objeto de uma foto usando um chapéu "Make Whites Great Again" e que Chauvin estava no palco com Donald Trump em um comício político, porém, mais tarde, as imagens e informações mostraram-se falsas e errôneas.

### Protestos e distúrbios
Diversas manifestações e protestos começaram após a morte de Floyd. Inicialmente eram pacíficos, mas depois janelas foram quebradas em uma delegacia de polícia, uma loja da AutoZone foi incendiada e diversas lojas foram saqueadas e danificadas nas áreas circundantes. As autoridades reagiram através da utilização de gás lacrimogêneo e disparando balas de borracha contra a multidão.
O assassinato de George Floyd pela polícia vem na sequência de dois outros assassinatos de negros americanos nas últimas semanas, que contribuíram para o crescimento de tensões.
O vídeo do assassinato de Ahmaud Arbery, 25 anos, em 23 de Fevereiro de 2020, começou a circular no início de maio. Arbery estava a fazer jogging num bairro nos arredores de Brunswick, na Geórgia, quando foi morto a tiro por dois homens brancos, um pai de 64 anos e o seu filho de 34, que o perseguiram numa carrinha.Os assassinos foram acusados de homicídio e agressão agravada e detidos em 7 de Maio, mas apenas depois de as filmagens do incidente terem ficado públicas.
Algumas semanas após a morte de Arbery, Breonna Taylor, uma jovem de 26 anos certificada pelo EMT, foi morta a tiros na cama, em sua casa, em 13 de Março, por agentes da polícia que estavam a cumprir um mandado de busca e apreensão de estupefacientes.

## Julgamento e condenação de Chauvin
O julgamento de Derek Chauvin começou em Minneapolis em 8 de março de 2021, na Corte Distrital do Condado de Hennepin. Os depoimentos iniciais aconteceram em 29 de março de 2021 e terminou em 19 de abril.
Em 20 de abril de 2021, o júri formalmente declarou Chauvin culpado em todas as acusações, incluindo assassinato em segundo grau, assassinato em terceiro grau e homicídio culposo em segundo grau. Ele foi o primeiro policial branco de Minnesota a ser condenado pela morte de uma pessoa negra, sendo ainda apenas a segunda vez que um policial de Minnesota era condenado por homicídio. Após a condenação de Chauvin, o juiz Cahill revogou seu direito a fiança e Chauvin foi levado algemado com escolta polícial até o precinto, devido ao perigo da cobertura que o caso estava levando.
Em 25 de junho de 2021, três meses após sua condenação pelo júri, o juiz formalmente pronunciou a sentença do policial Chauvin, com ele sendo condenado a 22 anos e meio de prisão.
Em 24 de novembro de 2023, Chauvin foi esfaqueado por outro prisioneiro e gravemente ferido na prisão federal de Tucson, no estado do Arizona.

## Autópsias

### Autópsia oficial
Uma autópsia oficial não encontrou qualquer indicação de que Floyd tenha morrido por estrangulamento ou asfixia traumática; no relatório preliminar, considerou que provavelmente tenha morrido devido aos efeitos combinados da imobilização, condições de saúde subjacentes, incluindo doença arterial coronária e doença cardíaca hipertensiva;  intoxicação por fentanil e uso recente de metanfetaminas. Contudo o relatório final concluiu que Floyd morreu devido a asfixia.

### Autópsia por Michael Baden
A família de Floyd contratou um patologista forense para realizar um exame independente neste caso. Segundo as conclusões desta nova autópsia, George Floyd morreu de facto de asfixia, essencialmente devido à pressão exercida pelo policial Derek Chauvin no pescoço e nas costas do afro-americano, causando assim a sua morte. Além disso, dois outros policiais pressionaram as costas de Floyd, contribuindo também para a asfixia.
Confirma-se que Floyd já estava morto antes de ser posto na ambulância que o levou ao hospital.